# Heinrich Boie
Heinrich Boie (ur. 4 maja 1784 w Meldorfie, zm. 4 września 1827 w Bogor, Holenderskie Indie Wschodnie) – niemiecki zoolog.
Był rodzonym bratem Friedricha Boie. Studiował w Kilonii i Getyndze. W czasie studiów interesował się historią naturalną, czytał dzieła Johanna Friedricha Blumenbacha i Friedricha Tiedemanna. W Lejdzie został mianowany asystentem Coenraada Jacoba Temmincka. W 1825 r. wyruszył wraz z Salomonem Müllerem i Heinrichem Christianem Macklotem w podróż na Jawę, której celem miało być zebranie okazów muzealnych. Podczas wyprawy zmarł na żółtą gorączkę.